# 682-es busz
A 682-es jelzésű regionális autóbusz Szigetszentmiklós, Bucka városrész érintésével közlekedik körforgalomban. A vonal végállomása Szigetszentmiklós, városháza, ez alól kivétel az első két menet (Őz utcától városházáig, Buckán át), illetve tanítási napokon a két délutáni indulás (Szebeni utcától városházáig, Buckán át). A viszonylatot a MÁV Személyszállítási Zrt. üzemelteti.

## Története
2015. augusztus 1-jén Szigetszentmiklós, Bucka városrész autóbuszhálózata jelentősen átalakult, ekkor jött létre a korábbi 681-es busz helyett.

## Megállóhelyei
Az átszállási kapcsolatok között a Szebeni utca és az utolsónak feltüntetett Jókai utca között azonos útvonalon közlekedő 683-as busz nincs feltüntetve.
| 0  | ∫  | ∫  | Szigetszentmiklós, városháza induló végállomás                                                              |                                                                           |
| 1  | ∫  | ∫  | Szigetszentmiklós, Városi Könyvtár                                                                          | 38, 238, 279, 279B 672, 673, 674, 684                                     |
| ∫  | 0  | ∫  | Szigetszentmiklós, Szebeni utca induló végállomás (néhány menet)                                            |                                                                           |
| 4  | 5  | ∫  | Szigetszentmiklós, Jókai utca                                                                               | 38, 238, 279, 279B, 280, 280B 684                                         |
| 5  | 6  | ∫  | Szigetszentmiklós, Váci Mihály utca (József Attila-telep H)                                                 | 38, 238, 279, 279B, 280, 280B 684                                         |
| 6  | 7  | 0  | Szigetszentmiklós, Őz utca (HÉV-állomás) (József Attila-telep H) vonalközi induló végállomás (néhány menet) | 684                                                                       |
| 7  | 8  | 1  | Szigetszentmiklós, Nyárfa utca                                                                              |                                                                           |
| 8  | 9  | 2  | Szigetszentmiklós, Kéktó utca                                                                               |                                                                           |
| 10 | 11 | 4  | Szigetszentmiklós, Ádám Jenő sétány                                                                         |                                                                           |
| 12 | 13 | 6  | Szigetszentmiklós, Iharos utca                                                                              |                                                                           |
| 14 | 15 | 8  | Szigetszentmiklós, Csépi út                                                                                 | 684                                                                       |
| 16 | 17 | 10 | Szigethalom, Újtelep                                                                                        | 660, 661, 663, 664, 665, 667, 668, 684                                    |
| 18 | 19 | 12 | Szigetszentmiklós, Repkény utca                                                                             |                                                                           |
| 20 | 21 | 14 | Szigetszentmiklós, Gerle utca                                                                               |                                                                           |
| 21 | 22 | 15 | Szigetszentmiklós, Gergely utca                                                                             |                                                                           |
| 22 | 23 | 16 | Szigetszentmiklós, Vénusz utca                                                                              | 684                                                                       |
| 23 | 24 | 17 | Szigetszentmiklós, Tebe sor                                                                                 | 684                                                                       |
| 24 | 25 | 18 | Szigetszentmiklós, Őz utca (HÉV-állomás)                                                                    | 684                                                                       |
| 25 | 26 | 19 | Szigetszentmiklós, Váci Mihály utca (József Attila-telep H)                                                 | 38, 238, 279, 279B, 280, 280B 684                                         |
| 26 | 27 | 20 | Szigetszentmiklós, Jókai utca                                                                               | 38, 238, 279, 279B, 280, 280B 684                                         |
| 27 | 28 | 21 | Szigetszentmiklós, Szent Erzsébet tér                                                                       | 684                                                                       |
| 29 | 30 | 23 | Szigetszentmiklós, városháza érkező végállomás                                                              | 38, 238, 279, 279B, 280, 280B 672, 673, 674, 675, 676, 678, 684, 689, 691 |